# Guido Caroli
Guido Caroli (* 9. Mai 1927 in Mailand; † 8. September 2021 ebenda) war ein italienischer Eisschnellläufer.

## Karriere
Guido Caroli belegte bei den Olympischen Winterspielen 1948 im Rennen über 1500 Meter den 36. und über 5000 Meter den 31. Platz. Vier Jahre später bei den Olympischen Spielen in Oslo wurde er 28. über 10.000 Meter.
Bei den Olympischen Winterspielen 1956 in Cortina d’Ampezzo wurde Caroli auserwählt, beim olympischen Fackellauf die Flamme zu entzünden. Den Weg vom Eingang des Stadions zur Entzündung der Flamme legte er auf Schlittschuhen zurück. Dabei stolperte der Italiener über ein Fernsehkabel, stand jedoch auf und entzündete das olympische Feuer. Bei seiner dritten Olympiateilnahme belegte Caroli Platz 33 über 500 Meter und Platz 42 über 1500 Meter.
Auf nationaler Ebene konnte Caroli 1947 und 1955 seine zwei einzigen Meistertitel gewinnen.